# Вазописець Клеофона

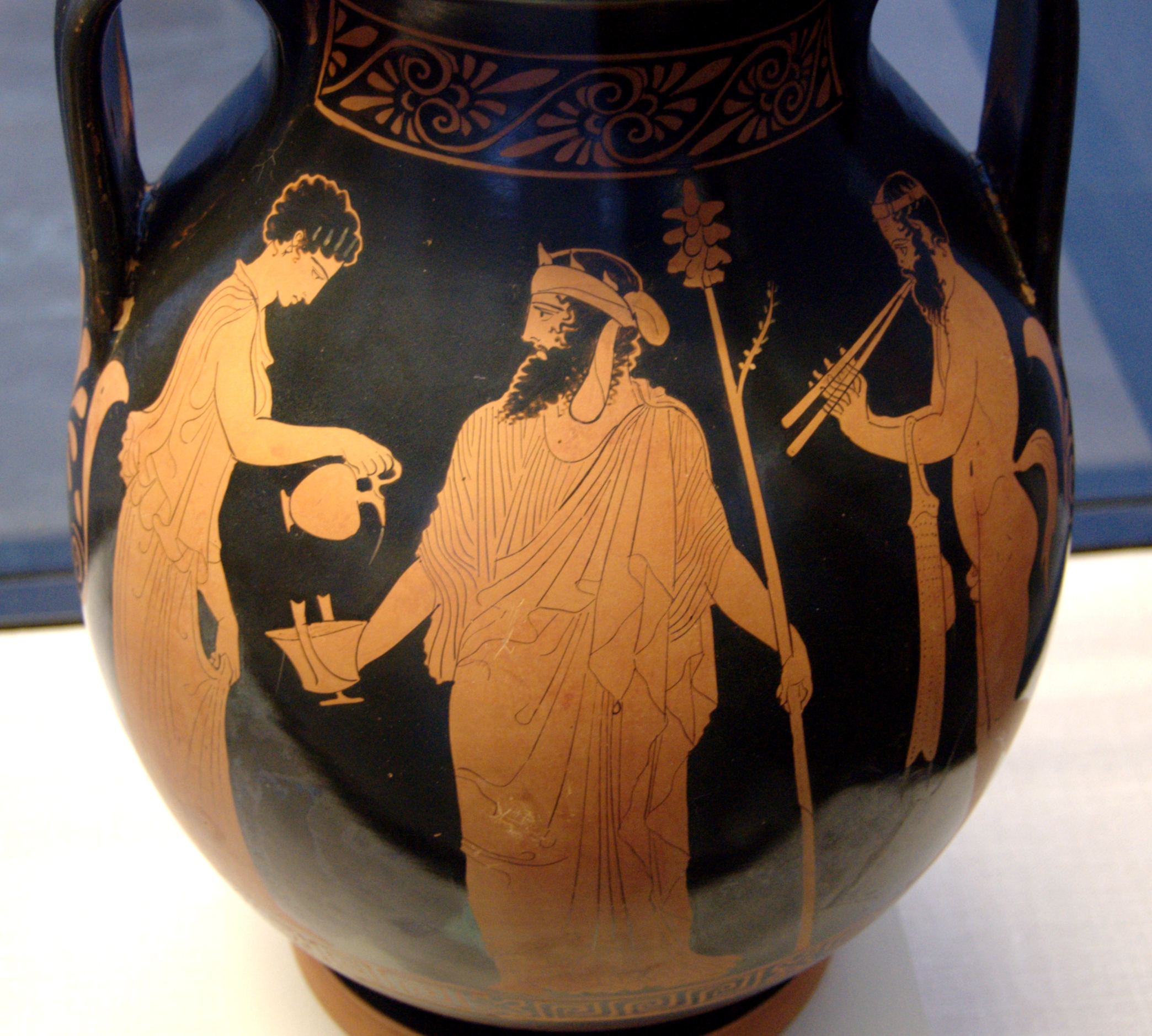
Менада наповнює канфар Діоніса, ліворуч Пан, пеліка, Державне античне зібрання

Вазописець Клеофона — анонімний давньогрецький вазописець, працював в Афінах близько 460–430 років до н. е. у техніці червонофігурного вазопису.
Дослідники вважають, що Вазописець Клеофона міг бути учнем вазописця Полігнота та учителем Вазописця діносів. Його умовна назва походить від того, що художник у своїх роботах часто використовував ім'я Клеофон у написах Калос. Авторству Вазописця Клеофона належать здебільшого вази великих форм не тільки червоно-, але й чорнофігурних.